# Rave Age
Rave Age è il terzo album in studio del dj francese Vitalic, uscito il 5 novembre 2012.

## Tracce
1. Rave Kids Go – 4:13
2. Stamina – 3:39
3. Fade Away – 4:25
4. Vigipirate – 2:11
5. Under Your Sun – 4:00
6. More Sleep – 3:40
7. Nexus – 5:07
8. The March of Skabah – 3:56
9. Lucky Star – 3:42
10. La Mort Sur Le Dancefloor – 3:32
11. Next I'm Ready – 3:36
12. The Legend of Kaspar Hauser – 4:08